# Ángeles Mastretta
Ángeles Mastretta (* 9. Oktober 1949 in Puebla, Mexiko) ist eine mexikanische Dichterin und Romanautorin.

## Leben
Mastretta promovierte in Kommunikationswissenschaften an der Universidad Nacional Autónoma de México und arbeitete bis 1985 als Redakteurin im Rundfunk, Fernsehen und bei mehreren Zeitschriften. Sie ist verheiratet, hat zwei Kinder und lebt in Mexiko-Stadt.
Ihre erste Buchveröffentlichung war 1975 der Gedichtband La pájara pinta. Seither folgten mehrere Romane. Mexikanischer Tango, Frauen mit großen Augen, Emilia und Ehemänner wurden ins Deutsche übersetzt. Für "Mexikanischer Tango" wurde sie mit dem angesehenen Literaturpreis Premio Mazatlán ausgezeichnet, für "Emilia" erhielt sie als erste Frau den Rómulo-Gallegos-Preis.

## Veröffentlichungen
- La pájara pinta (1975)
- Arráncame la vida, Ediciones Océano, Mexico, D. F.  Mexico 1986.
  - deutsch: Mexikanischer Tango, Suhrkamp Taschenbuch Verlag, Frankfurt am Main 1988, ISBN 3-518-38287-X
- Mujeres de ojos grandes (1990), deutsch: Frauen mit großen Augen (1992)
- Puerto libre (1993)
- Mal de amores (1996), deutsch: Emilia. Roman, übersetzt von Petra Strien. Suhrkamp, Frankfurt am Main 1998 (= suhrkamp taschenbücher. Band 3062).
- El mundo iluminado (1998)
- Ninguna eternidad como la mía (1999)
- El cielo de los leones (2003)
- Maridos (2007), deutsch: Ehemänner (2009)
- La emoción de las cosas (2012)